# PlayStation All-Stars Island
PlayStation All-Stars Island — компьютерная игра-кроссовер между персонажами различных франшиз, принадлежащих компании Sony. Разработанная Zoink Games (при поддержке The Coca-Cola Company) игра была издана в странах Европы 8 августа 2013 года. Проект распространяется бесплатно через сервисы цифровой дистрибуции. Релиз в Северной Америке не состоялся. Игровыми обозревателями проект был встречен негативно за счёт чересчур навязчивой рекламы.

## Игровой процесс

Уровень с Натаном Дрейком. Внизу отображается общее количество очков, красным цветом выделены набранные очки за выполнение определённого задания; иконка «пауза» останавливает игру

Игра состоит из четырёх мини-игр, в каждой из которых нужно управлять персонажем из той или иной популярной серии видеоигр, созданных компанией Sony. В PlayStation All-Stars Island доступны такие персонажи, как Натан Дрейк из Uncharted, Сэкбой из LittleBigPlanet, Коул Макграт из InFamous и Кэт из Gravity Rush. В большинстве мини-игр уровень длится бесконечно; главная цель — сбор очков. Местом действия игры является поделённый на четыре зоны остров.
На уровнях персонажу необходимо избегать препятствия и собирать предметы, связанные с продукцией компании Coca-Cola. В верхнем правом углу экрана отображается счётчик собранных игроком пузырьков в виде классической бутылки Coca-Cola Zero. Они дают возможность получить монеты для открытия персонажей из других серий игр, например, из Рэтчэта и Кланка, Джека и Декстера и Сэкгёрл из Little Big Planet. Дополнительный игровой контент можно получить путём сканирования QR-кодов со специальных банок и бутылок Coca-Cola Zero.

## Разработка и выход
Игра была создана шведской компанией Zoink Games, для платформ iOS и Android. Ранее она создала проекты The Kore Gang, а также Reality Fighters Dojo. Часть денег на платформер выделила компания Coca-Cola.
Информация о продукте появилась сразу после сообщения о прекращении поддержки файтинга PlayStation All-Stars Battle Royale. Игра стала доступна сразу же в день своего анонса — 8 августа 2013 года. Её можно загрузить бесплатно в сервисах Google Play Store, App Store и iTunes Store. PlayStation All-Stars Island была выпущена только в нескольких странах Европы.
После выхода компания Zoink Games выпустила ряд дополнений к игре. Последнее обновление состоялось 17 декабря 2013 года — игра достигла версии 4.0. Изображения главных персонажей появились на банках и бутылках Coca-Cola Zero ограниченным тиражом в некоторых европейских странах. В их число входит Австрия, Бельгия, Дания, Финляндия, Франция, Исландия, Нидерланды, Швеция и Швейцария.

## Восприятие
После выхода игра была отрицательно встречена многими игроками. Некоторые обозреватели назвали игру примером навязчивой рекламы в видеоиграх. Журналист из The Escapist раскритиковал рекламу как «неприятную», жалуясь на избыточные представления Кока-Колы в играх компании Sony, и заявляя, что рекламе безалкогольного напитка уделяется больше внимания, чем самим персонажам. Однако обозреватель, подчеркнув бесплатность игры, цитировала поговорку: «Дарёному коню в зубы не смотрят». Обозреватель из сайта Shacknews заявлял, что игра не имеет ничего общего с PlayStation All-Stars: Battle Royale, тем не менее представляет собой интересный пример того, как Sony охватывает нетипичные для её рынка платформы. Рецензент из Venturebeat Джеффри Граб называл проект клоном Temple Run, и заметил, что PlayStation All-Stars Island — не первая рекламная игра. Ранее подобным образом рекламировали чипсы Doritos и продукцию Burger King. Критик из Gameranx писал, что не такого проекта ожидала аудитория. Игра крайне напоминала акцию Microsoft Halo: King of The Hill, которая проходила за год до релиза игры. Автор также констатировал разочарование поклонников, которые требовали нового файтинга, и понадеялся, что игра «просто пройдёт мимо».